# Fonds mondial de solidarité numérique

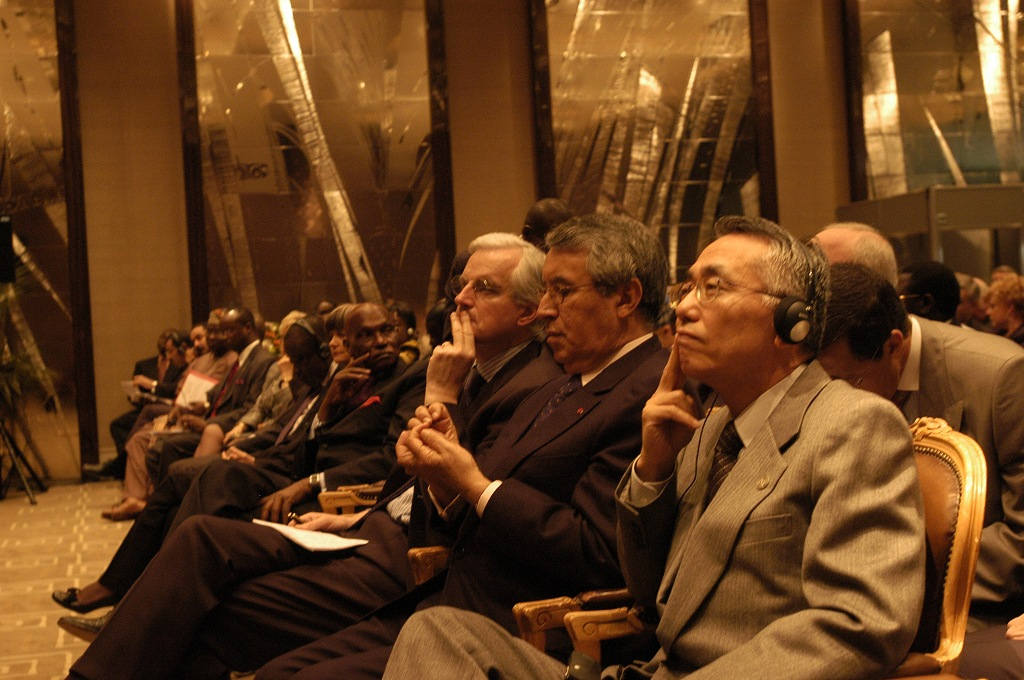
Fonds mondial de solidarité numérique

Le Fonds mondial de solidarité numérique (FSN) était une initiative africaine lancée par Abdoulaye Wade, président du Sénégal, lors de la première phase du Sommet mondial sur la société de l'information (Genève, 2003) et validée lors de la 2e phase (Tunis, 2005).
Il a été inauguré officiellement le 14 mars 2005 à Genève, en présence de nombreux chefs d’État, ministres, maires et autres personnalités du monde entier ; soutenu par 25 membres fondateurs (15 États nationaux ; 8 villes et régions ; une organisation internationale et une entreprise privée), de nombreux autres États, collectivités locales et entreprises ont exprimé l’intérêt de rejoindre le FSN.
Il est dirigé par un Conseil de fondation tripartite composé de 24 membres, représentant, par tiers, les pouvoirs publics, les entreprises privées et la société civile des différentes régions du monde.
À la suite de l'échec avéré de son modèle de financement (le 1 % de solidarité numérique) ainsi qu'à une mauvaise gestion du Fonds par son Secrétariat exécutif, voire à des malversations présumées, le Conseil de la Fondation du Fonds de solidarité numérique a prononcé sa dissolution en octobre 2009.

## Soutiens politiques obtenus depuis son lancement
- L’Union européenne à travers la décision du Conseil européen des ministres de l’économie et des finances (février 2005, Bruxelles). Résultat : Le FSN « devrait prendre sa place en tant qu’instrument original et complémentaire aux côtés des autres mécanismes de financement existants » ;
- Le Sommet MDG +5 et 60e anniversaire des Nations unies (septembre 2005, New York).  Résultat : Le FSN a été reconnu par les chefs d’État et chefs de gouvernement réunis à New York : « Nous nous félicitons de la création du Fonds de Solidarité Numérique, et nous souhaitons que des contributions volontaires soient versées pour l’alimenter » ;
- Le SMSI – Sommet Mondial sur la Société de l’Information Phase II (novembre 2005, Tunis). Résultat : Les États membres des Nations unies ont avalisé la création du FSN et son mécanisme de financement innovant.  Le Fonds a organisé une session spéciale pour passer en revue les progrès depuis son inauguration et pour présenter les premiers projets financés ;
- Le Sommet de Bilbao – Sommet Mondial des Villes et des Pouvoirs Locaux sur la Société de l’Information  (novembre 2005, Bilbao). Résultat : Le FSN a reçu le soutien de plus de 1000 villes et pouvoirs locaux réunis à Bilbao pour adopter une Déclaration et un Plan d’Action sur le développement local de la société de l’information ;
- La Conférence internationale « Solidarité et mondialisation : financements innovants pour le développement » (février 2006, Paris). Résultat : Présentation du FSN et rencontres avec les représentants des gouvernements invités ;
- La Réunion Plénière du Groupe pilote sur les mécanismes de financement innovants (juillet 2006, Brasilia). Résultat : Le FSN a été reconnu dans les conclusions du Président comme un des projets qui « portent déjà leurs fruits ».
- La XIe Conférence des chefs d’État et de gouvernement de la Francophonie (septembre 2006, Bucarest). Résultat : Une Résolution sur le FSN a été adoptée, appelant notamment «l’ensemble des États et gouvernements à soutenir effectivement le Fonds mondial de solidarité numérique par des contributions volontaires. », saluant « la mise en place du Principe de Genève, [et encourageant] les États et gouvernements à examiner leur adhésion à ce principe ».
- La IIe réunion des ministres ACP de la Culture (octobre 2006, Santo Domingo). Résultat : Les ministres de la Culture des États ACP « s’engagent à participer activement au mécanisme innovant de financement de la réduction de la fracture numérique, en adhérant au principe du 1 % de solidarité numérique proposé par le Fonds mondial pour la Solidarité Numérique (FSN) ».
- La Xe Sommet des chefs d’État et de gouvernement des États ACP (décembre 2006, Khartoum). Résultat : les chefs d’État et de gouvernement des États ACP « invitent les nations […] à mettre en œuvre le principe du 1 % de solidarité numérique en vue de permettre une nette réduction de la fracture numérique» et « exhortent les pays développés et plus particulièrement les États membres de l’UE, à contribuer à l’édification d’une société de l’information plus équitable guidée par les principes de la solidarité, en mettant également en œuvre le principe du 1 % de solidarité numérique ».

## La mission du Fonds mondial de solidarité numérique
La mission du Fonds mondial de solidarité numérique (FSN) est de réduire la fracture numérique et de contribuer à l’édification d’une société de l’information solidaire et inclusive :
- en mettant les technologies de l’information et de la communication au service du développement humain ;
- en facilitant l’accès de tous à la société des connaissances ;
- en contribuant aux objectifs du Millénaire.

## Les objectifs du Fonds
- assurer un accès abordable et équitable aux technologies de l’information et à leurs contenus à toutes les personnes, et en particulier celles qui sont marginalisées.
- promouvoir cet accès, en tant que droit fondamental qui doit être réalisé tant au niveau du domaine public que privé, indépendamment des fluctuations du marché, de la croissance et des questions de rentabilité, dans le respect d’une société de l’information, socialement, culturellement, économiquement, financièrement, et écologiquement durable ;
- garantir l’accès à l’information et au savoir à tous, pour contribuer à l'autonomie et à l’épanouissement de chaque individu, et renforcer l’engagement des collectivités locales sur le plan social, politique, économique et culturel ;
- réduire les inégalités économiques, sociales et culturelles à travers la mobilisation de nouvelles ressources résultant de mécanismes innovants de financement du développement, en particulier  le principe du « 1 % de solidarité numérique ». Il s’agit d’un mécanisme de financement, spécifiquement consacré à la lutte contre la fracture numérique.